# Ngentak
Ngentak is een bestuurslaag in het regentschap Purworejo van de provincie Midden-Java, Indonesië. Ngentak telt 417 inwoners (volkstelling 2010).